# Mykonos
Mykonos (Μύκονος) o Mìcono è un'isola greca delle Cicladi, situata nelle vicinanze di Tino, Siro, Paro e Nasso. Ha una superficie di 96 km² e il suo punto più elevato raggiunge i 341 m sul livello del mare. Al censimento del 2021 contava 9 802 abitanti, per la maggior parte residenti nella città di Mykonos (nota anche come Chora), che sorge sulla costa occidentale.
Dal punto di vista amministrativo l'isola fa parte della periferia dell'Egeo Meridionale ed è costituita dall'unico comune di Mykonos, il cui territorio si estende anche sulle vicine isole di Delo, Rineia oltre che su numerosi isolotti disabitati, per un totale di 105,2 km² di superficie.

## Storia
Secondo Erodoto l'isola sarebbe stata sede di tribù carie nel Neolitico. La tradizione fa riferimento a popolamenti dei lelegi e poi di egizi, fenici e cretesi. I resti archeologici indicano che l'isola è stata abitata dagli antichi popoli della Ionia già dalla prima parte dell'XI secolo a.C. Nella fase conclusiva delle Guerre persiane (478-477 a.C.), Mykonos entrò a far parte della Lega delio-attica.

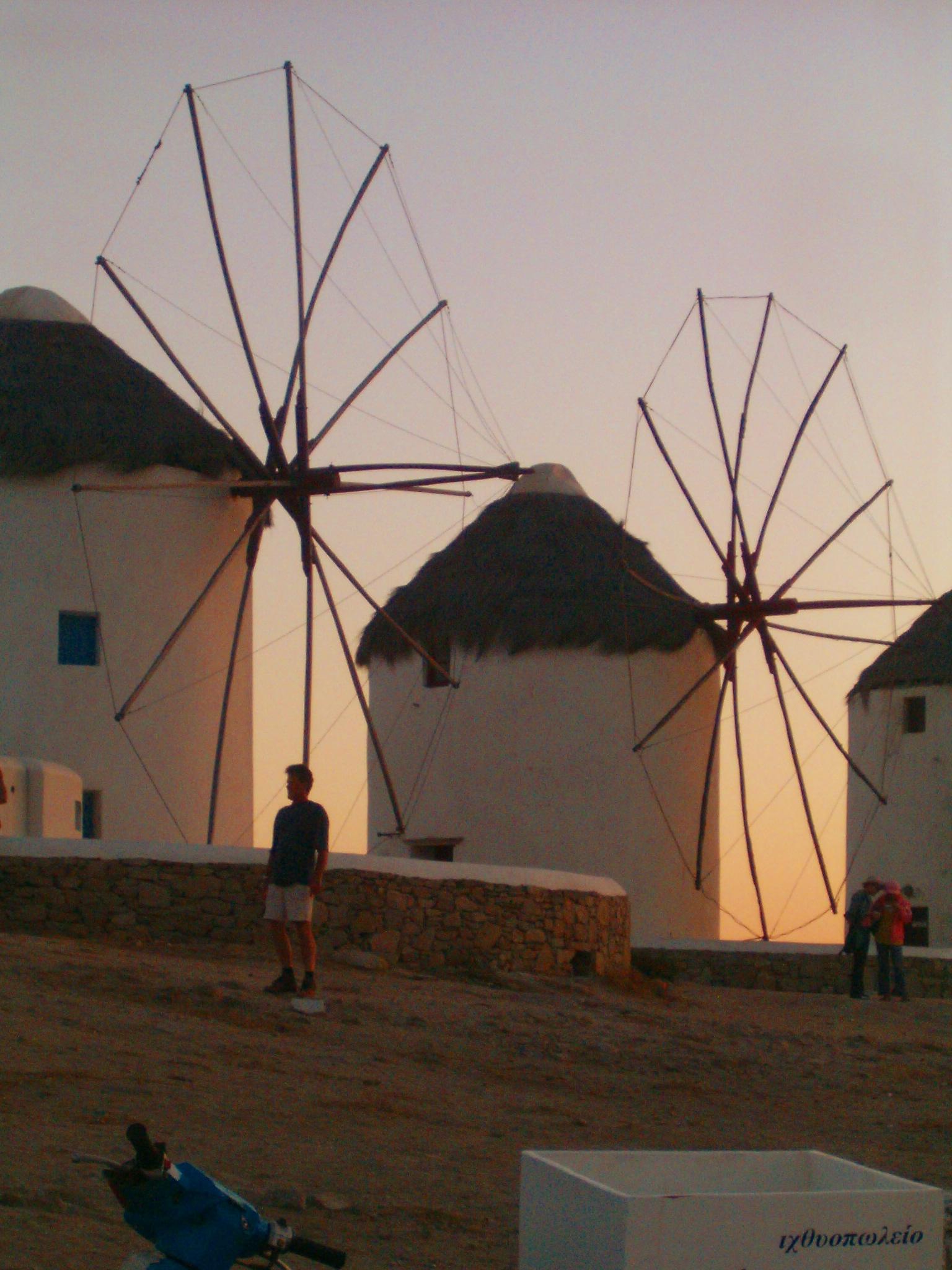
I famosi mulini di Mikonos

Con l'occupazione romana delle Cicladi, Delo divenne un porto libero e la vicina Mykonos visse un periodo di grande seppur breve prosperità, concluso nell'88 a.C. quando Delo fu rasa al suolo durante la Prima guerra mitridatica. Sotto l'Impero bizantino l'isola fu inserita nella provincia dell'Acaia e a seguito degli eventi della quarta crociata e la caduta di Costantinopoli, fu quindi occupata dai veneziani capitanati da Andrea Ghisi.
A quest'epoca risale la costruzione dell'agglomerato di chiese della Panaghía Paraportiani, poi proseguita fino al XVII secolo. Conquistato nel 1537 dal corsaro Khayr al-Din Barbarossa, il suo territorio venne poi sottomesso dai turchi fino alla rivoluzione del 1821, in cui i miconiani si distinsero come protagonisti delle lotte per l'indipendenza greca (in particolare l'eroina Manto Mavrogenous, secondo alcuni storici nativa dell'isola).
Nonostante la liberazione, l'attività mercantile dell'isola subì un rapido declino dalla seconda metà del XIX secolo, in particolar modo dopo l'apertura del canale di Corinto nel 1904, favorendo l'emigrazione il conseguente progressivo spopolamento, frenato solo negli anni cinquanta dal crescere di quell'interesse turistico, prima per Delo e poi anche per Mykonos, che col tempo ne è diventato la principale fonte di sviluppo economico.

## Mitologia
Secondo la mitologia greca, il nome deriverebbe da quello di Mykonos, figlio di Anio, re di Delo e nipote di Apollo. Mykonos è indicata anche come il luogo dove si concluse la Gigantomachia, con la vittoria di Eracle sui Giganti. I corpi di quest'ultimi, pietrificati, sarebbero l'origine dei grandi scogli dell'isola, o costituirebbero l'isola stessa, a seconda delle fonti.

## Turismo
Mykonos è un'isola cosmopolita che accoglie migliaia di turisti durante tutto l'arco dell'anno. L'isola è considerata come il paradiso della comunità LGBT, e in seguito si presterà a diventare la "capitale" estiva della tolleranza in genere.
L'isola dà il nome a un formaggio caratteristico, il Kopanisti Mykonou di sapore forte e salato.

## Spiagge
Tra le spiagge più rinomate figurano, nella parte meridionale dell'isola, Kalafatis, Ornos, Paraga, Paradise, Super Paradise ed Elià. Aghios Stefanos e Panormos sono invece tra le più conosciute nella parte settentrionale. Il nudismo è consentito, ma meno diffuso che nel recente passato.

## Trasporti
Mykonos dispone di un aeroporto che garantisce collegamenti con la Grecia continentale e con il resto d'Europa, attivo esclusivamente durante la stagione estiva. Un servizio traghetti collega l'isola col Pireo, Rafina, Salonicco e con le altre isole dell'Egeo. Dalla cittadina di Mykonos partono autobus diretti alle principali spiagge, accessibili anche via mare mediante un servizio di piccole imbarcazioni.

## Galleria d'immagini

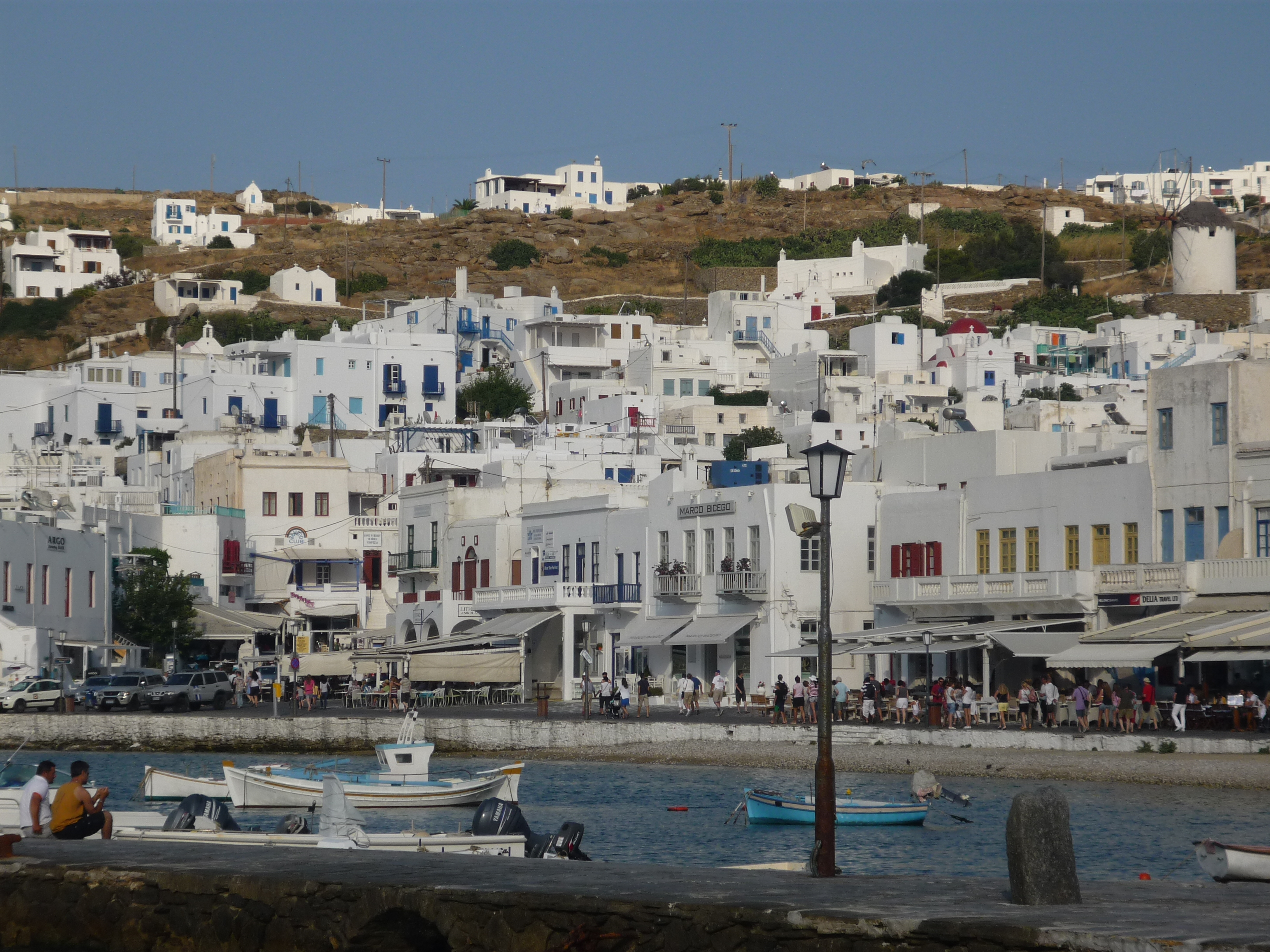
Vista della città
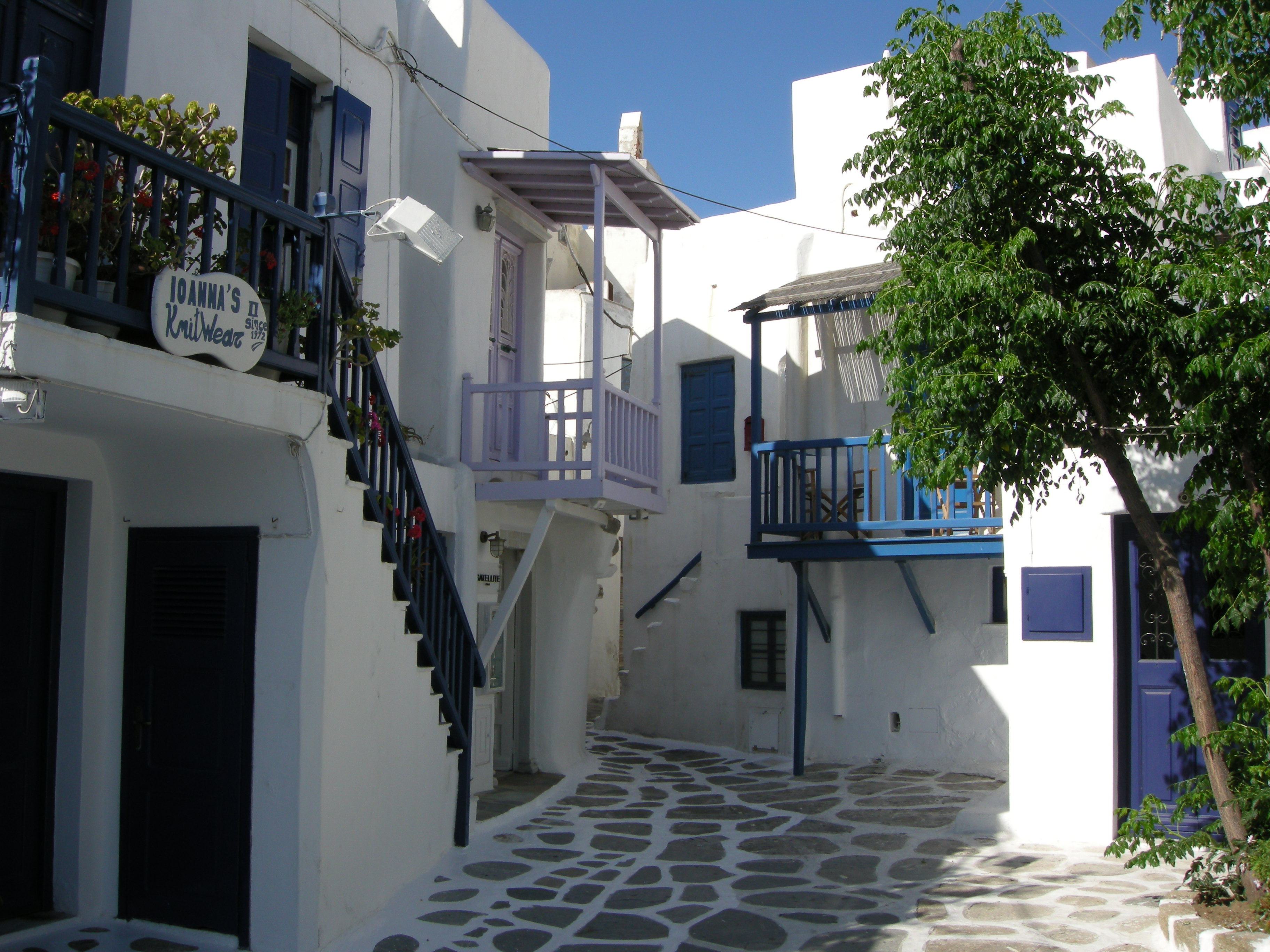
Chora, la cittadina principale
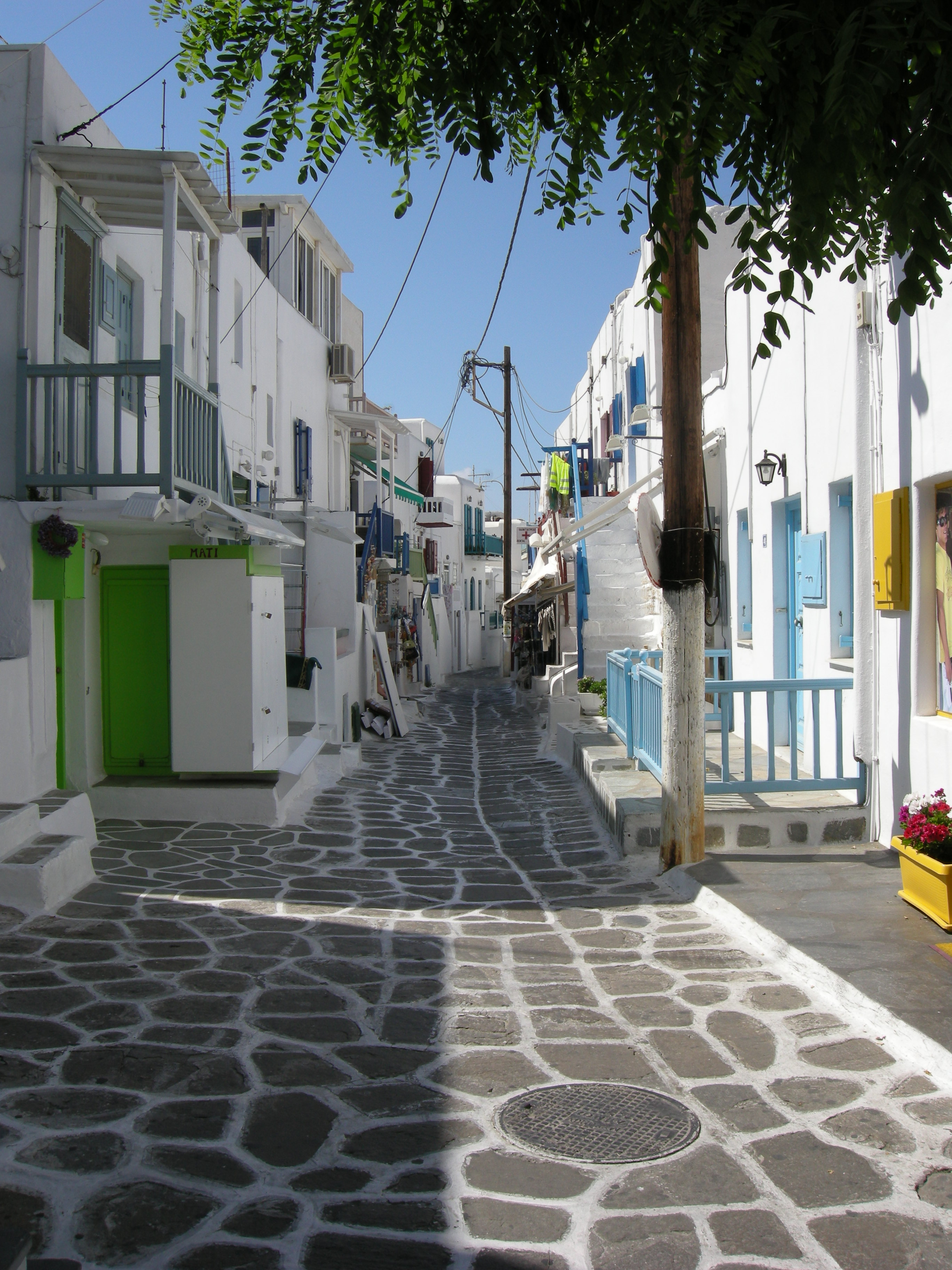
Chora
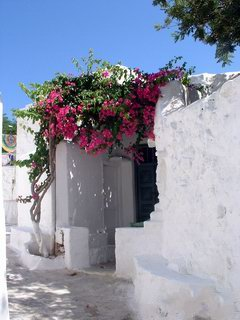
Uno dei vicoli di Mykonos
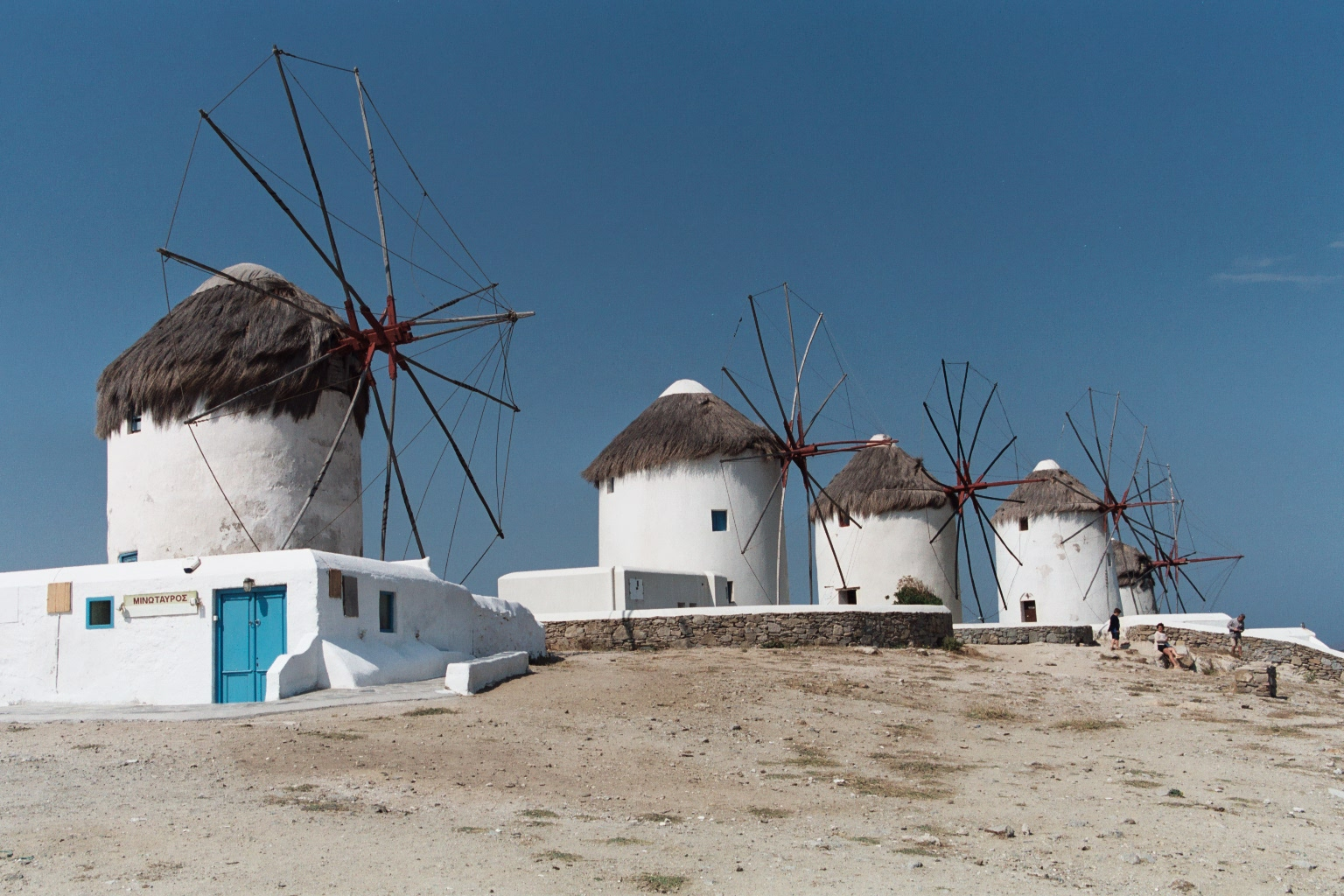
Mulini a vento
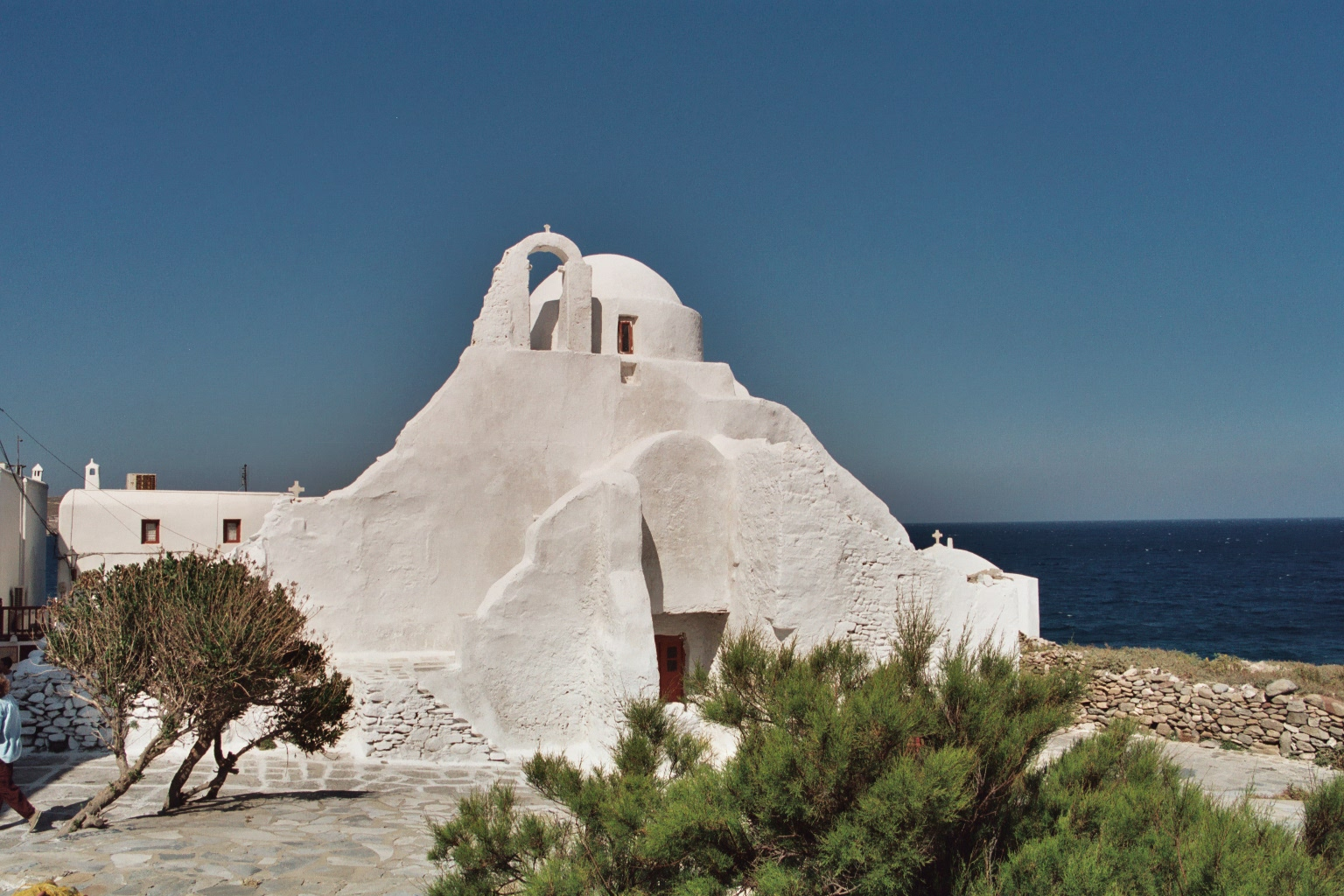
La chiesa di Panagia (Vergine Maria) Parapotiani
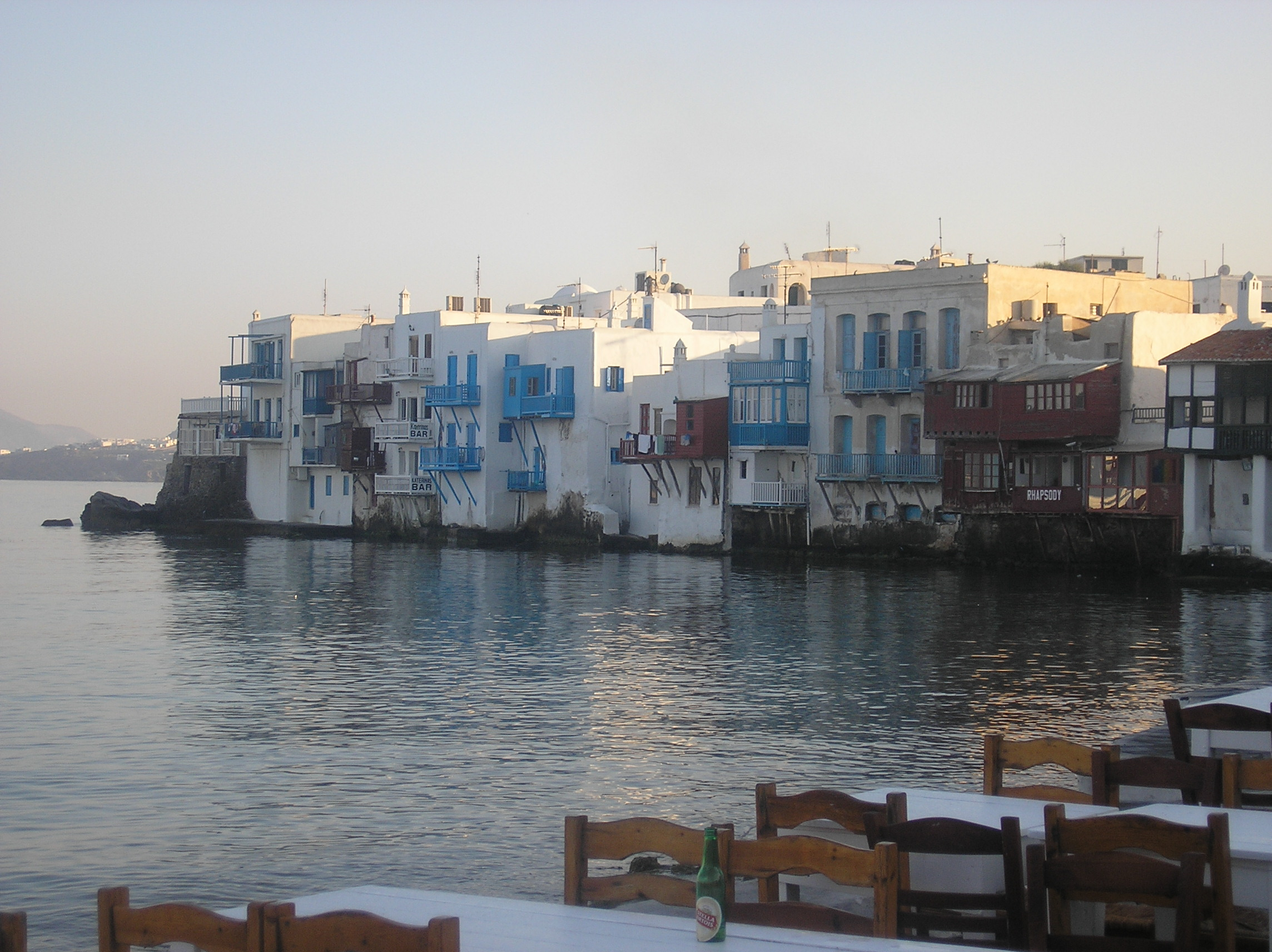
La "Piccola Venezia" di giorno
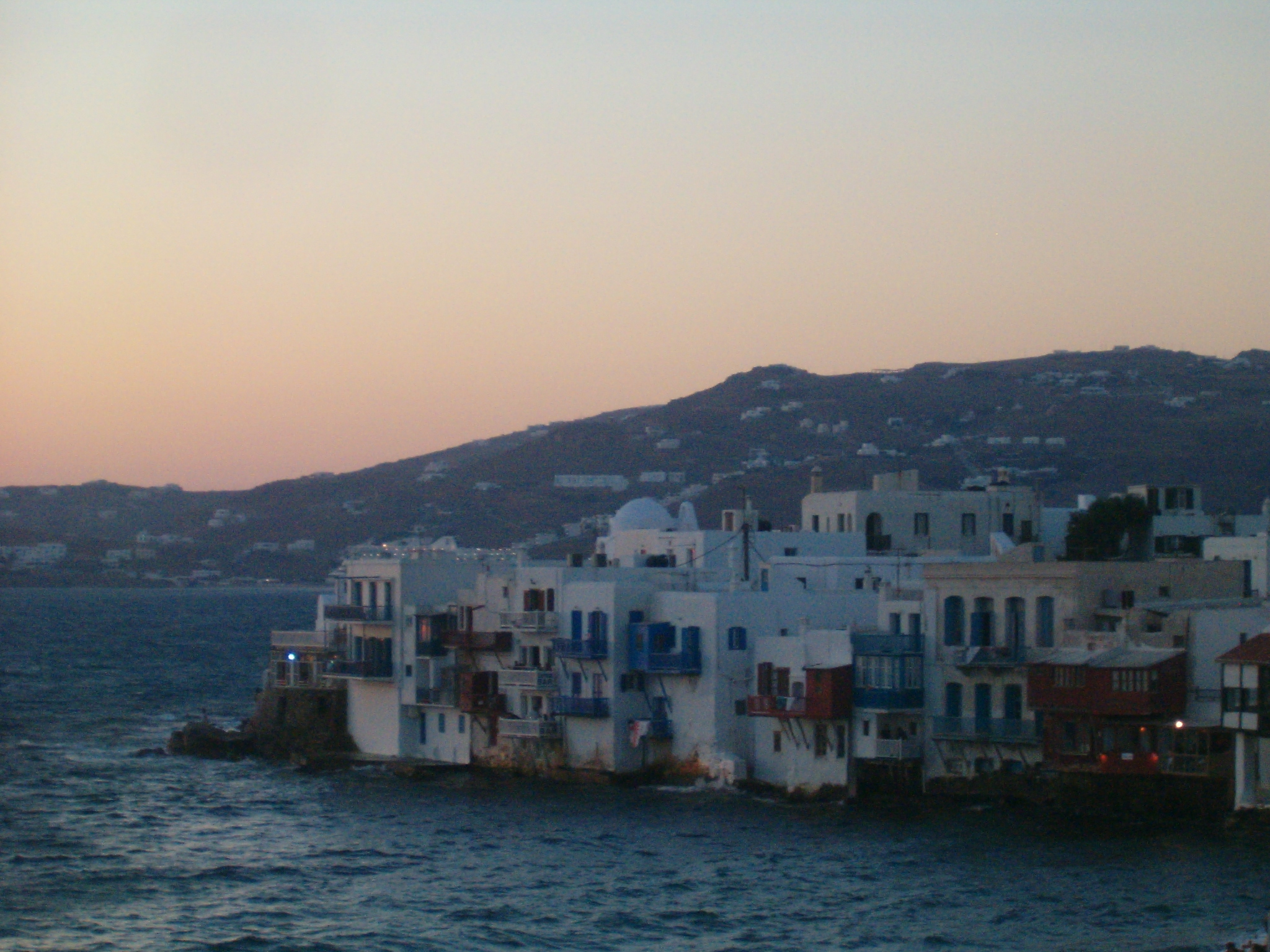
La "Piccola Venezia" al tramonto
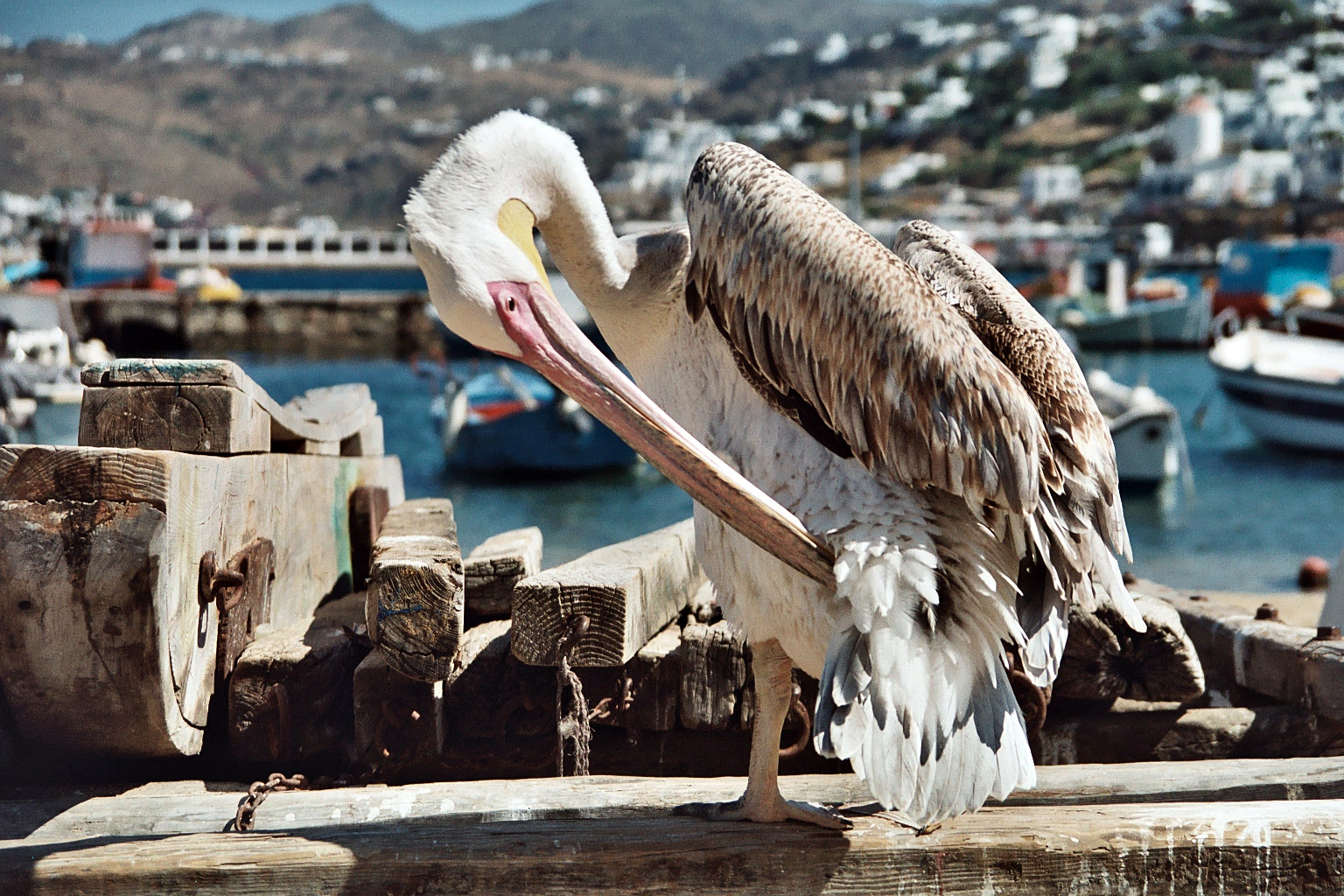
Petros il Pellicano, mascotte dell'isola per 5 decenni
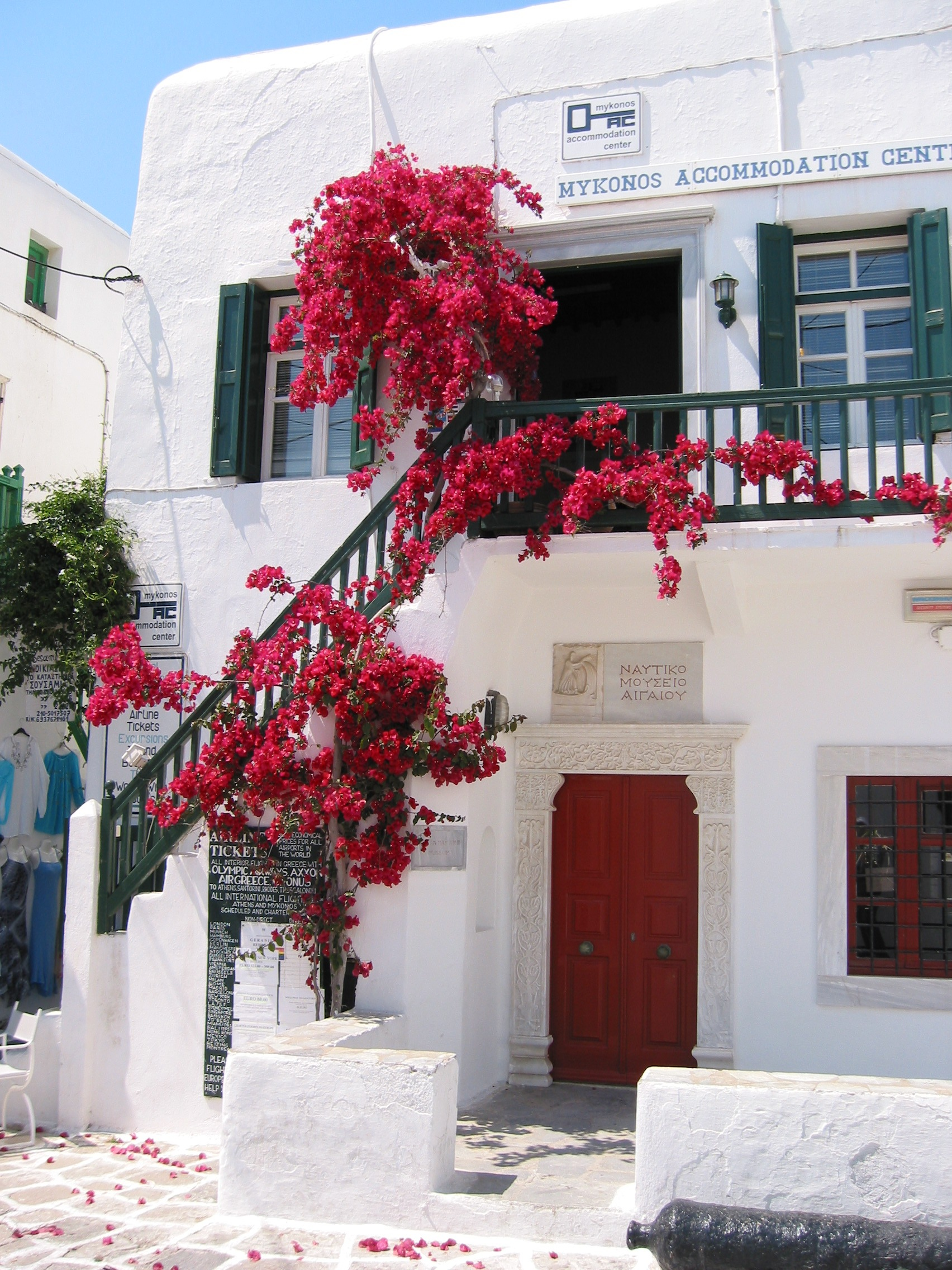
Una casa di Mykonos costruita secondo la tradizionale architettura delle Cicladi
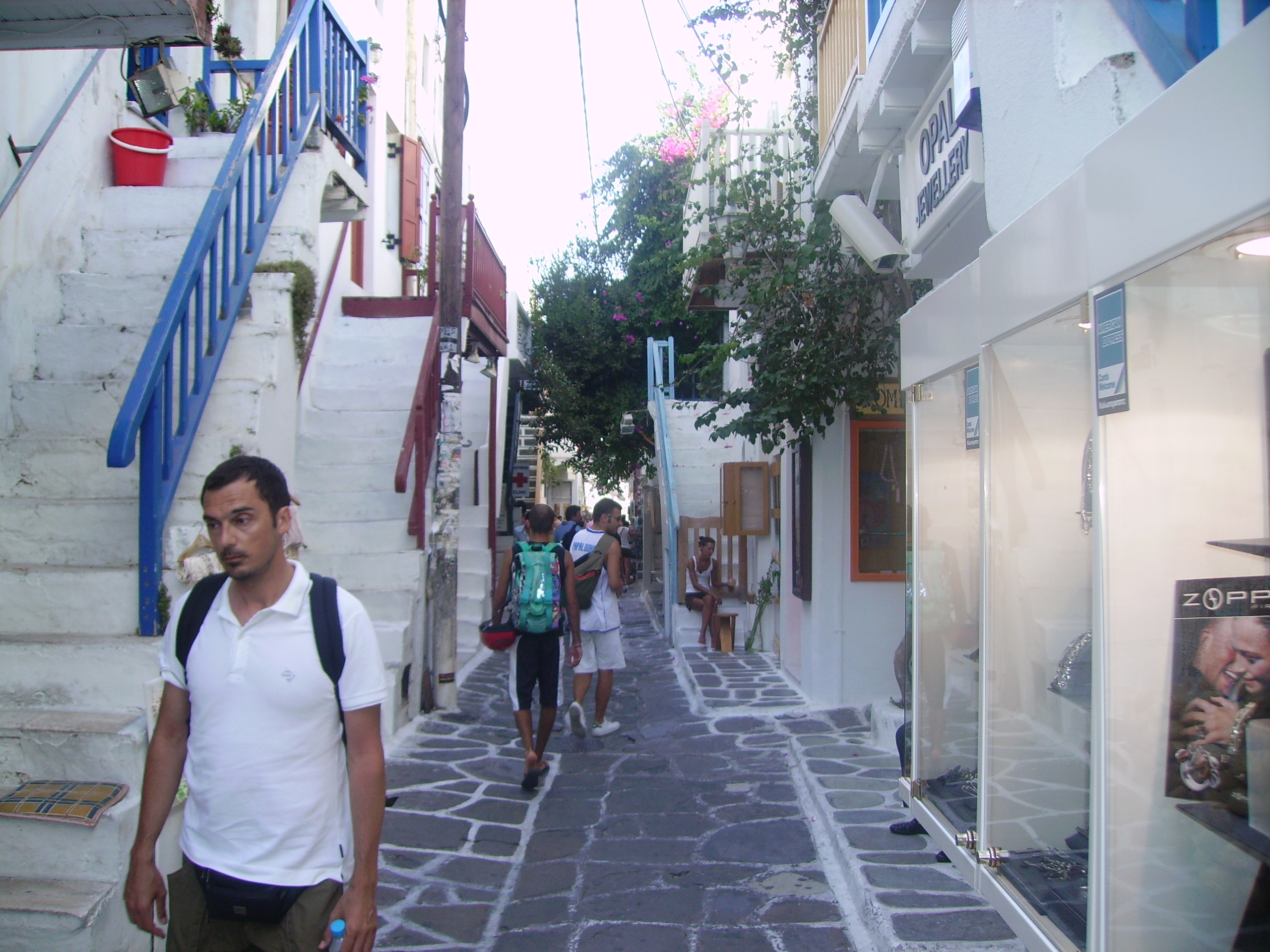
Vicolo principale di Chora
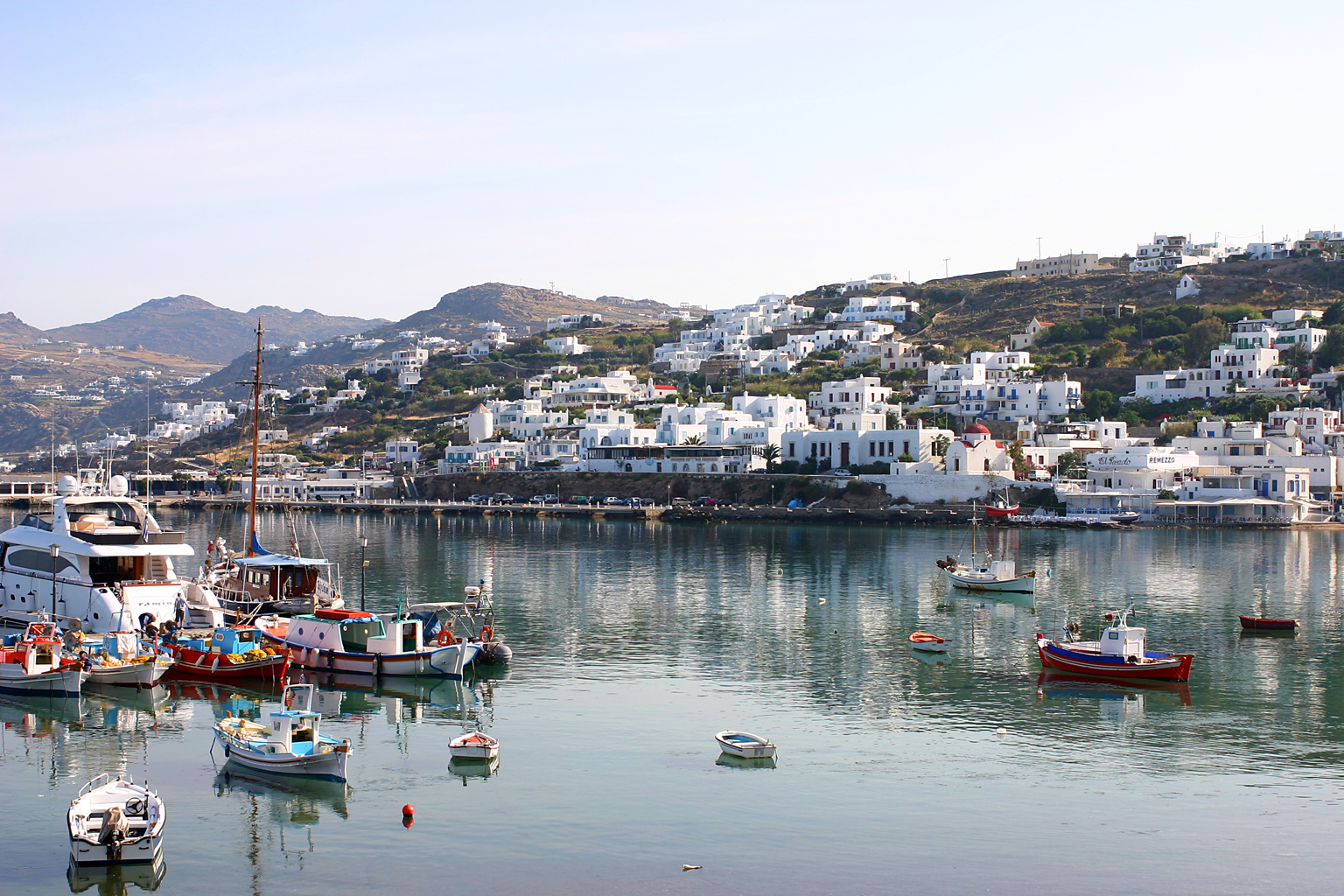
Mykonos
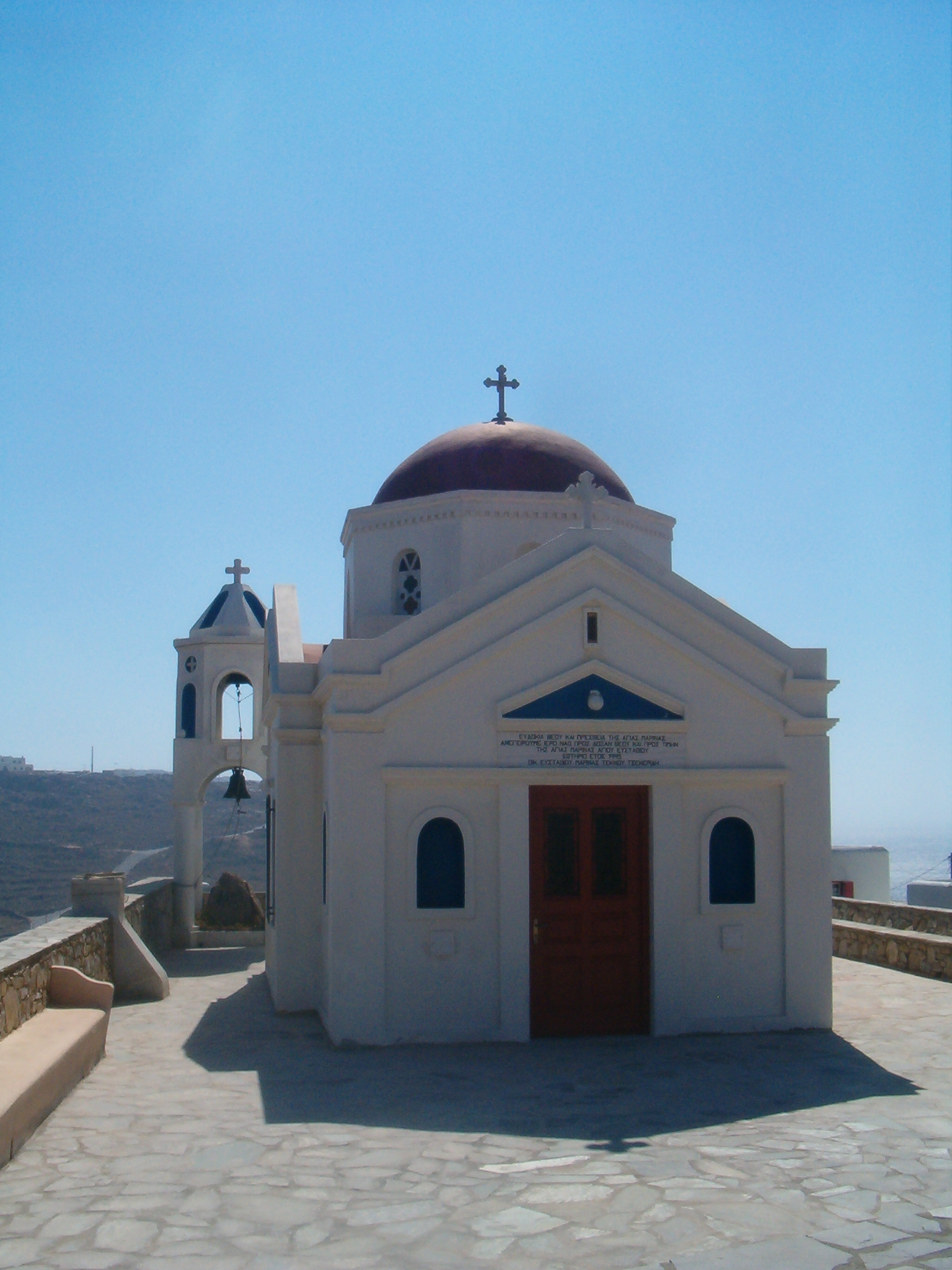
Monastero